# Korpbergets naturreservat, Uddevalla kommun
För andra betydelser, se Korpbergets naturreservat.
Korpberget är ett naturreservat i Uddevalla kommun i Bohuslän. Det är beläget inom den historiska Uddevalla stads område.
Reservatet ligger strax söder om Uddevalla och är 21 hektar stort. Det är skyddat sedan 1987. De båda naturreservaten Emaus och Korpberget bilder en sammanhängande yta som ansluter direkt till Uddevalla stadsbebyggelse. På andra sidan vägen och järnvägen vidtar Gustafsbergsområdets naturvårdsområde.

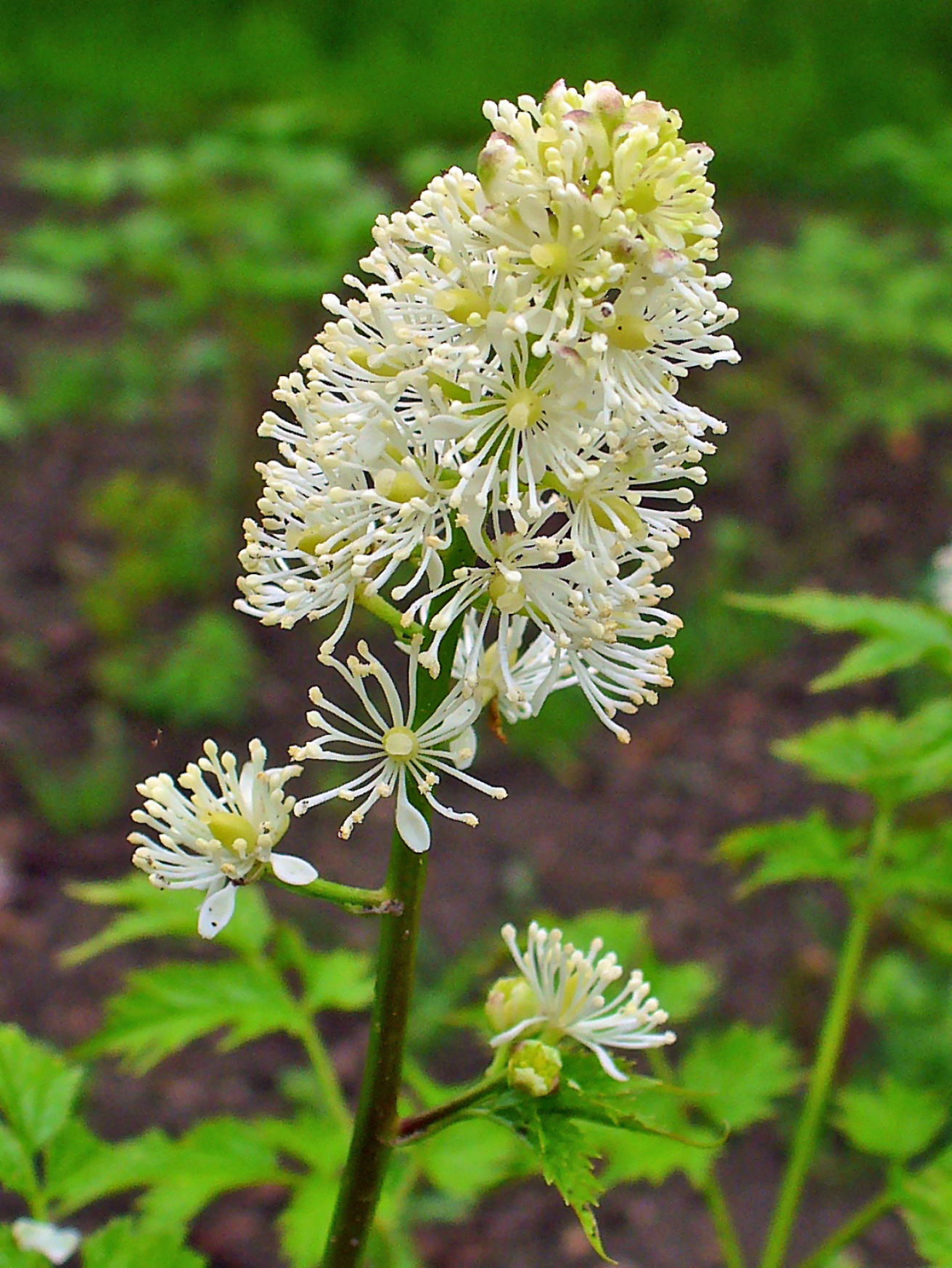
Trolldruva

Korpberget utgörs av en storblockig sluttning mot väster ned till Bodeleåns dalgång. Området är klätt med hällmarkstallskog, lövblandskog och örtrik ädellövskog. I ädellövskogen kan man hitta lundlosta, strävlosta, skogsstarr, blåsippa, underviol, nästrot, sårläka, springkorn, trolldruva och skogsbingel.
Områdets är sådant att det gynnar fågellivet. Många småfåglar häckar i området men även korp och hackspettar syns. 
Området ingår i EU:s ekologiska nätverk av skyddade områden, Natura 2000 och förvaltas Gustafsbergsstiftelsen.